# Lepidisis evalinae
Lepidisis evalinae är en korallart som beskrevs av Bayer 1989. Lepidisis evalinae ingår i släktet Lepidisis och familjen Isididae. Inga underarter finns listade i Catalogue of Life.